# Russell (Ontario)
Pour les articles homonymes, voir Russell.
Russell est un canton dans les Comtés unis de Prescott et Russell.

## Démographie
Le recensement de 2016 de Statistique Canada donnait les résultats suivants:
- Population: 16 520[1]

| 2001   | 2006   | 2011   | 2016   |
| ------ | ------ | ------ | ------ |
| 12 412 | 13 883 | 15 247 | 16 520 |

### Langues
Les langues officielles de Russell sont l'anglais et le français.
Selon le recensement de 2016, 35,5 % de la population déclare parler le plus souvent le français à la maison, 61,2 % l'anglais, 2,0 % l'anglais et le français et 1,2 % une autre langue.
La langue maternelle selon le recensement de 2016 est:
| Langue maternelle   | Population | Pourcentage |
| ------------------- | ---------- | ----------- |
| anglais             | 8 550      | 52,1 %      |
| français            | 7 010      | 42,7 %      |
| français et anglais | 250        | 1,5 %       |
| néerlandais         | 105        | 0,6 %       |
| arabe               | 35         | 0,2 %       |
| allemand            | 95         | 0,6 %       |
| italien             | 40         | 0,2 %       |
| espagnol            | 40         | 0,2 %       |
| autres              | 290        | 1,8 %       |

### Portrait généalogique
Réponses multiples: En comptant les réponses uniques et multiples, le profil généalogique de la population se divise ainsi:
| Canadien | 50,8 % |
| Français | 34,9 % |
| Anglais  | 20,1 % |

| Irlandais | 18,0 % |
| Écossais  | 13,7 % |
| Allemand  | 7,6 %  |

| Néerlandais       | 5,2 % |
| Premières nations | 3,1 % |
| Italien           | 2,0 % |

## Politique municipale

### Préfets et Maires
|    | Préfets et Maires      | Années       |
| -- | ---------------------- | ------------ |
| 1  | William Craig          | 1864-1867    |
| 2  | William Z. Helmer      | 1870-1871    |
| 3  | Arthur Carscadden      | 1872         |
| 4  | William Z. Helmer      | 1879         |
| 5  | W.R. Petrie            | 1883-1884    |
| 6  | Peter Bolton           | 1885-1886    |
| 7  | William Z. Helmer      | 1887         |
| 8  | Peter Bolton           | 1888-1889    |
| 9  | Antoine Paquet         | 1890         |
| 10 | Duncan McDiarmid       | 1891-1895    |
| 11 | Cyprien St-Onge        | 1896-1897    |
| 12 | Duncan McDiarmid       | 1898-1900    |
| 13 | Antoine Paquet         | 1901-1903    |
| 14 | Trefflé Émard          | 1904-1905    |
| 15 | William Argue          | 1906         |
| 16 | Cyprien St-Onge        | 1907         |
| 17 | Ovila Duford           | 1908         |
| 18 | H.A. Dupuis            | 1908         |
| 19 | Antoine Paquet         | 1909-1910    |
| 20 | Cyprien Saint-Onge     | 1911-1913    |
| 21 | Émile-Joseph Ménard    | 1914-1915    |
| 22 | Trefflé Émard          | 1916-1918    |
| 23 | Émile-Joseph Ménard    | 1919         |
| 24 | Félix A. Dignard       | 1920-1921    |
| 25 | Trefflé Émard          | 1922         |
| 26 | Félix A. Dignard       | 1923-1927    |
| 27 | Adrien L’Ériger        | 1928-1937    |
| 28 | Médéric Bouchard       | 1938-1940    |
| 29 | Guillaume Émard        | 1941-1943    |
| 30 | Médéric Bouchard       | 1944-1949    |
| 31 | Émile B. Brisson       | 1950-1951    |
| 32 | Anastase Grégoire      | 1952-1961    |
| 33 | Lionel Brisson         | 1962-1963    |
| 34 | W.E. Burton            | 1964-1972    |
| 35 | Bernard Pelot          | 1973-1974    |
| 36 | Gaston Patenaude       | 1975-1993    |
| 37 | Roger Pharand          | 1994-1996    |
| 38 | Gaston Patenaude       | 1997-2002    |
| 39 | Michael McHugh         | 2003-2005    |
| 40 | Ken Hill               | 2006-2009    |
| 41 | Jean-Paul Saint-Pierre | 2010-2014    |
| 42 | Pierre Leroux          | 2015–2024    |
| 43 | Mike Tarnowski         | 2024–présent |

### Conseil municipal
L'ancien conseil du canton de Russell a été élu le 27 octobre 2014 lors des élections municipales de 2014. En décembre 2014, un maire a été élu dans une élection partielle en raison du décès du maire sortant Jean-Paul Saint-Pierre quelques jours avant l'élection.
- Maire : Mike Tarnowski
- Conseillers : Charles Armstrong, Lisa Deacon, Marc Lalonde et Jamie Laurin

Les bureaux municipaux sont situés à Embrun au 717 rue Notre-Dame

## Personnalités liées à la municipalité
- Jean-Serge Brisson, ancien chef du Parti libertarien du Canada de 1997 à 2008.
- Jonathan Pitre (en)
- Amanda Simard, députée provinciale de Glengarry-Prescott-Russell et ancienne conseillère municipale de Russell de 2014 à 2018.

## Communautés
- Embrun
- Marionville
- Village de Russell